# Przecław (gmina)
 (juin 2012).
Si vous disposez d'ouvrages ou d'articles de référence ou si vous connaissez des sites web de qualité traitant du thème abordé ici, merci de compléter l'article en donnant les références utiles à sa vérifiabilité et en les liant à la section « Notes et références ».
Przecław [ˈpʂɛt͡swaf] est une commune rurale de la Voïvodie des Basses-Carpates et du powiat de Mielec. Elle s'étend sur 134,3 km2 et comptait 10 850 habitants en 2010. Elle se situe à environ 11 kilomètres au sud de Mielec et à 42 kilomètres au nord-ouest de Rzeszów, la capitale régionale.